# Eulophia stachyodes
Eulophia stachyodes är en orkidéart som beskrevs av Heinrich Gustav Reichenbach. Eulophia stachyodes ingår i släktet Eulophia och familjen orkidéer. Inga underarter finns listade i Catalogue of Life.